# Bendik Jakobsen Heggli
Bendik Jakobsen Heggli (* 14. Oktober 2001) ist ein norwegischer Skispringer, der für den Verein Byåsen IL springt.

## Werdegang
Seinen ersten Auftritt bei den Senioren hatte Bendik Jakobsen Heggli im FIS Cup der Saison 2019/20 am 5. Oktober 2019 auf der Normalschanze der Villacher Alpenarena. Die ersten FIS-Cup-Punkte holte er am 13. und 14. Dezember 2019 am Tveitanbakken in Notodden: Er wurde geteilter 13. und 14. Im Continental-Cup trat er zum ersten Mal am 22. Februar 2020 auf der Dal-Ben-Skisprungschanze in Predazzo an, schaffte es an diesem Wochenende jedoch nicht in den zweiten Durchgang. Bei den Junioren-Skisprungweltmeisterschaften 2020 in Oberwiesenthal gewann er mit der norwegischen Mannschaft eine Silbermedaille im Mixed-Wettbewerb im Team mit Eirin Maria Kvandal, Thea Minyan Bjørseth und Sander Vossan Eriksen. Die ersten Continental-Cup-Punkte konnte Heggli bei drei Springen am 18. und 19. Dezember 2020 auf der Rukatunturi-Schanze in Kuusamo erzielen. Am ersten Tag sprang er mit 137,0 und 124,0 Metern als Dritter auf das Podest.
Trainiert wird er von Roar Ljøkelsøy und Andreas Stjernen.

## Statistik

### Weltcup-Platzierungen
| Saison  | Platz | Punkte |
| ------- | ----- | ------ |
| 2021/22 | 46.   | 0048   |
| 2022/23 | 36.   | 0085   |

### Grand-Prix-Platzierungen
| Saison | Platz | Punkte |
| ------ | ----- | ------ |
| 2022   | 58.   | 0015   |
| 2024   | 54.   | 0024   |

### Continental-Cup-Platzierungen
| Saison  | Platz | Punkte |
| ------- | ----- | ------ |
| 2020/21 | 25.   | 0220   |
| 2021/22 | 45.   | 0121   |
| 2022/23 | 40.   | 0162   |